# Ferdinand (Schwarzenberg)

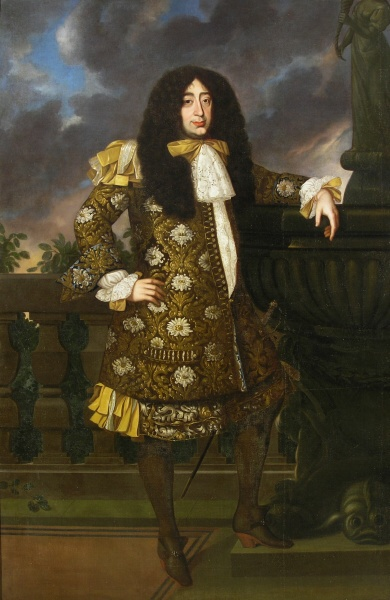
Ferdinand Schwarzenberg

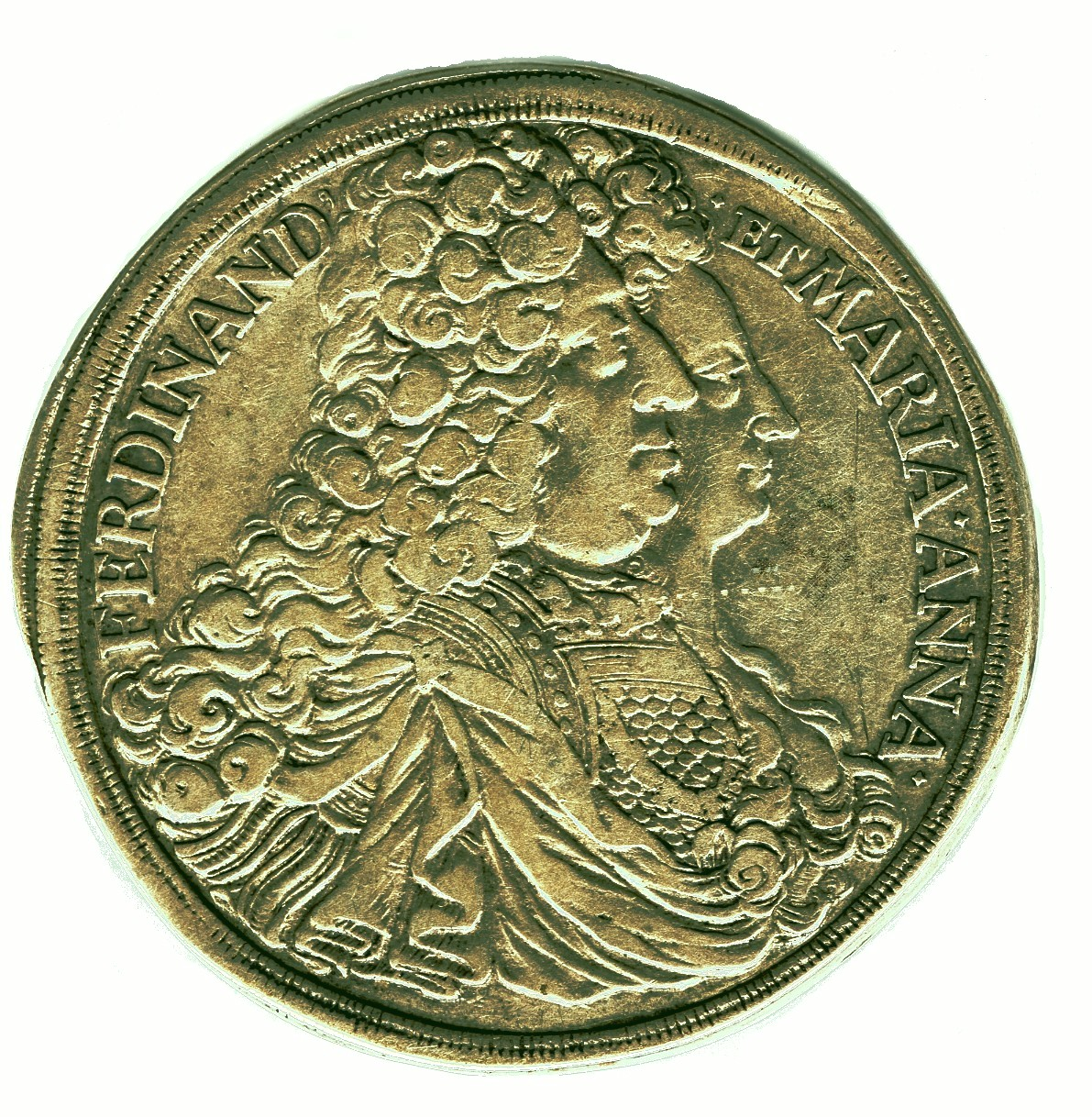
Taler 1696 Ferdinand und Anna Maria von Sulz

Ferdinand Wilhelm Eusebius Fürst zu Schwarzenberg (* 23. Mai 1652 in Brüssel; † 22. Oktober 1703) war ein deutsch-böhmischer Adliger aus dem Haus Schwarzenberg.

## Leben
Ferdinand wurde als Sohn des Grafen Johann Adolf von Schwarzenberg (1670 in den Fürstenstand erhoben) und der Maria Justina Gräfin von Starhemberg geboren. Studienreisen führten ihn nach Besançon, Rom und Prag. Durch die Beziehungen seines Vaters zum kaiserlichen Hof erhielt Ferdinand bereits 1668 das Amt eines kaiserlichen Kämmerers.
1679 erwarb er sich in Wien den Namen „Pestkönig“, da er sich einerseits um die Aufrechterhaltung der Ordnung und andererseits um die Organisation der Pflege der Kranken kümmerte und auch eigene finanzielle Mittel beisteuerte. Auch während der Belagerung Wiens durch die Türken im Jahre 1683 kümmerte sich Ferdinand um die Versorgung der Bevölkerung. 1685 wurde er vom Kaiser zum Oberhofmarschall ernannt und 1688 in den Orden vom Goldenen Vlies aufgenommen. 1692 schließlich wurde er Oberhofmeister der Kaiserin.
Ferdinand vermehrte trotz seiner vielen sozialen Werke das Vermögen seines Hauses durch eine effektive Verwaltung. Durch seine Heirat mit der Erbin der Grafen von Sulz gewann er für seine Nachfolger die Landgrafschaft Klettgau, was nebst der wirtschaftlichen Vorteile auch eine Statusverbesserung mit sich brachte, da es sich um eine reichsunmittelbare Herrschaft handelte.

## Ehe und Nachkommen
Ferdinand heiratete 1674 Maria Anna Gräfin von Sulz und hatte mit ihr zehn Kinder, wovon vier bereits im Kindesalter verstorben sind:
- Adolph Ludwig (1676–1690)
- Adam Franz Karl (1680–1732)
- Maria Franziska Justina (1677–1737) ⚭ Egon Landgraf von Fürstenberg-Stühlingen
- Maria Anna Philippine (* 1688) ⚭ Franz Karl Graf von Kolowrat-Liebsteinsky
- Maria Elisabeth Luise (1689–1739) ⚭ Ferdinand August Fürst von Lobkowitz
- Maria Johanna Nothburga (* 23. November 1688; † 27. September 1757) ⚭ Franz Leopold Graf von Sternberg

## Münzen
Wie bereits sein Vater ließ auch er Münzen prägen.